# Дарівка (Черкаський район)
Да́рівка — село в Україні, у Черкаському районі Черкаської області, підпорядковане Степанецькій сільській громаді. Населення становить 179 осіб.